# Manfred Geisler
Manfred Geisler (né à Strehlen, le 3 mars 1941) est un footballeur est-allemand qui évoluait au poste de défenseur. 
Il remporte la médaille de bronze aux Jeux olympiques de 1964 avec l'équipe unifiée d'Allemagne.